# Damalis pandens
Damalis pandens är en tvåvingeart som först beskrevs av Walker 1859.  Damalis pandens ingår i släktet Damalis och familjen rovflugor. Inga underarter finns listade i Catalogue of Life.